# Nanling, Fujian
Nanling (kinesiska: 南岭) är en köping i sydöstra Kina. Den ligger i Fuqing i staden Fuzhou i provinsen Fujian, omkring 39 kilometer sydost om provinshuvudstaden Fuzhou. Antalet invånare är 4 484. Befolkningen består av 2 133 kvinnor och 2 351 män. Barn under 15 år utgör 17,0 %, vuxna 15-64 år 72 %, och äldre över 65 år 10,0 %.